# Aeroporto Internazionale Juan Santamaría
L'Aeroporto internazionale Juan Santamaría (IATA: SJO, ICAO: MROC), è l'aeroporto principale della Costa Rica.

## Posizione geografica
L'aeroporto è situato a circa 20 km dalla capitale costaricana, San José, nei pressi della città di Alajuela.

## Storia
È intitolato all'eroe nazionale Juan Santamaría, un ragazzo che morì eroicamente contro l'esercito dell'avventuriero William Walker. In tutto il Paese esiste solo un altro aeroporto servito dalle compagnie aeree internazionali, situato a Liberia, nella provincia del Guanacaste.

## Attività
L'aeroporto è l'hub della compagnia aerea Air Costa Rica.